# Luc-Armau
Luc-Armau is een gemeente in het Franse departement Pyrénées-Atlantiques (regio Nouvelle-Aquitaine) en telt 110 inwoners (2009). De plaats maakt deel uit van het arrondissement Pau.

## Geografie
De oppervlakte van Luc-Armau bedraagt 5,9 km², de bevolkingsdichtheid is dus 18,6 inwoners per km².
De onderstaande kaart toont de ligging van Luc-Armau met de belangrijkste infrastructuur en aangrenzende gemeenten.

## Demografie
Onderstaande figuur toont het verloop van het inwonertal (bron: INSEE-tellingen).

1. ↑  Populations de référence 2022.